# Juliette Labous
Juliette Labous (Roche-lez-Beaupré, 4 novembre 1998) è una ciclista su strada e ciclocrossista francese che corre per il team FDJ-Suez. Attiva tra le Elite dal 2017, nel 2022 ha vinto la Vuelta a Burgos e una tappa al Giro d'Italia.

## Palmarès

### Strada
- 2015 (Juniores)

Campionati francesi, Prova a cronometro Juniores
- 2016 (Juniores)

2ª tappa, 2ª tappa Albstadt-Frauen-Etappenrennen (Tailfingen > Tailfingen)
Classifica generale Albstadt-Frauen-Etappenrennen
Campionati francesi, Prova a cronometro Juniores
Campionati francesi, Prova in linea Juniores
- 2017 (Team Sunweb, una vittoria)

5ª tappa Tour de Feminin-O cenu Českého Švýcarska (Varnsdorf > Krásná Lípa)
- 2020 (Team Sunweb, due vittorie)

Campionati francesi, Prova a cronometro
Campionati francesi, Prova a cronometro Under-23
- 2022 (Team DSM, due vittorie)

Classifica generale Vuelta a Burgos
7ª tappa Giro d'Italia (Prevalle > Passo del Maniva)
- 2024 (Team dsm-firmenich PostNL, una vittoria)

Campionati francesi, Prova in linea

#### Altri successi
- 2018 (Sunweb)

1ª tappa Giro d'Italia (Verbania > Verbania, cronosquadre)
- 2019 (Sunweb)

Classifica giovani Tour of California
Classifica giovani Tour de Bretagne Féminin
Classifica giovani Giro d'Italia
- 2023 (Team DSM)

Campionati europei, Staffetta (con la nazionale francese)

### Cross
- 2014-2015

Internationales Radquer Dagmersellen (Dagmersellen)

## Piazzamenti

### Grandi Giri
- Giro d'Italia

2018: 29ª
2019: 11ª
2020: 23ª
2021: 7ª
2022: 9ª
2023: 2ª
2024: 5ª
- Tour de France

2022: 4ª
2023: 5ª
2024: 9ª
- Vuelta a España

2023: 7ª
2024: 4ª

### Competizioni mondiali
- Campionati del mondo su strada

Richmond 2015 - Cronometro Juniores: 5ª
Richmond 2015 - In linea Juniores: 14ª
Doha 2016 - Cronometro Juniores: 3ª
Doha 2016 - In linea Juniores: 50ª
Bergen 2017 - Cronometro Elite: 15ª
Bergen 2017 - In linea Elite: ritirata
Innsbruck 2018 - Cronometro Elite: 13ª
Innsbruck 2018 - In linea Elite: 61ª
Yorkshire 2019 - Cronometro Elite: 15ª
Yorkshire 2019 - In linea Elite: 65ª
Imola 2020 - Cronometro Elite: 17ª
Imola 2020 - In linea Elite: 41ª
Fiandre 2021 - Cronometro Elite: 6ª
Fiandre 2021 - In linea Elite: 46ª
Wollongong 2022 - Staffetta: 7ª
Wollongong 2022 - Cronometro Elite: 11ª
Wollongong 2022 - Gara in linea Elite: 7ª
Glasgow 2023 - Staffetta: 2ª
Glasgow 2023 - Cronometro Elite: 5ª
Glasgow 2023 - Gara in linea Elite: 16ª
Zurigo 2024 - Staffetta: 4ª
Zurigo 2024 - Cronometro Elite: 9ª
Zurigo 2024 - Gara in linea Elite: 12ª
- Campionati del mondo di ciclocross

Heusden-Zolder 2016 - Under-23: 8ª
Bogense 2019 - Under-23: 13ª
- Giochi olimpici

Tokyo 2020 - In linea: 30ª
Tokyo 2020 - Cronometro: 9ª
Parigi 2024 - Cronometro: 4ª
Parigi 2024 - In linea: 46ª

### Competizioni europee
- Campionati europei su strada

Tartu 2015 - Cronometro Juniores: 5ª
Tartu 2015 - In linea Juniores: 4ª
Plumelec 2016 - Cronometro Juniores: 3ª
Plumelec 2016 - In linea Juniores: 23ª
Herning 2017 - Cronometro Under-23: 10ª
Herning 2017 - In linea Under-23: 6ª
Glasgow 2018 - In linea Elite: ritirata
Glasgow 2018 - Cronometro Elite: 12ª
Plouay 2020 - Cronometro Elite: 6ª
Trento 2021 - In linea Elite: 18ª
Monaco di Baviera 2022 - Cronometro Elite: 6ª
Monaco di Baviera 2022 - In linea Elite: 54ª
Drenthe 2023 - Cronometro Elite: 18ª
Drenthe 2023 - Staffetta mista Elite: vincitrice
Drenthe 2023 - In linea Elite: 9ª
- Campionati europei di ciclocross

Huijbergen 2015 - Under-23: 11ª